# Томислав Ерцег
Томислав Ерцег (хорв. Tomislav Erceg; нар. 22 жовтня 1971, Спліт) — колишній хорватський футболіст, що грав на позиції нападника.

## Клубна кар'єра
У дорослому футболі дебютував 1990 року виступами за команду клубу «Шибеник», в якій провів один сезон, взявши участь у 16 матчах чемпіонату.
Своєю грою за цю команду привернув увагу представників тренерського штабу клубу «Хайдук» (Спліт), до складу якого приєднався 1991 року. Відіграв за сплітську команду наступні чотири сезони своєї ігрової кар'єри. Більшість часу, проведеного у складі «Хайдука», був основним гравцем атакувальної ланки команди. У складі «Хайдука» був одним з головних бомбардирів команди, маючи середню результативність на рівні 0,51 голу за гру першості.
Згодом з 1995 по 2006 рік грав у складі команд клубів «Лугано», «Грассгоппер», «Дуйсбург», «Хайдук» (Спліт), «Анкона», «Перуджа», «Леванте», «Коджаеліспор», «Санфречче Хіросіма», «Хапоель» (Петах-Тіква), «Рієка» та «Гройтер».
Завершив професійну ігрову кар'єру у клубі «Хайдук», у складі якого вже виступав раніше. Прийшов до команди 2005 року, захищав її кольори до припинення виступів на професійному рівні у 2006.

## Виступи за збірну
1997 року дебютував в офіційних матчах у складі національної збірної Хорватії. Протягом кар'єри у національній команді, яка тривала усього 1 рік, провів у формі головної команди країни 4 матчі, забивши 1 гол.

## Титули і досягнення
- Чемпіон Хорватії (3):

«Хайдук» (Спліт): 1992, 1993–94, 1994–95
- Володар Кубка Хорватії (3):

«Хайдук» (Спліт): 1992–93, 1994–95
«Рієка»: 2004–05
- Володар Суперкубка Хорватії (4):

«Хайдук» (Спліт): 1992, 1993, 1994, 2003
- Найкращий бомбардир Чемпіонату Хорватії (1):

«Рієка»: 2004–05